# Korsanäs
Korsanäs is een plaats in de gemeente Ronneby in het landschap Blekinge en de provincie Blekinge län in Zweden. De plaats heeft 64 inwoners (2005) en een oppervlakte van 14 hectare.